# Cascada Șipote
Cascada Șipote (cunoscută și sub numele de Cascada de travertin Șipote), este o cascadă din Munții Trascăului, pe teritoriul județului Alba.

## Localizare
Se află în Munții Trascăului, pe Valea Arieșului, la 2 km aval de comuna  Sălciua. Porțiunea finală a șirului de cascade poate fi văzută din drumul național DN 75 la trecerea peste linia ferată a Mocăniței.
Coordonate: 46.406610, 23.460510

## Căi de acces
Din centrul comunei Sălciua se urmează 2 km pe șoseaua spre Huda lui Papară până la Valea Morilor de unde, urmând o potecă marcată cu cruce rosie, si se ajunge după o oră de mers, în Poiana La Șipote. Se poate ajunge și de la Huda lui Papară, pe poteca marcată cu triunghi rosu, pe sub abruptul Bedeleului în circa 2 ore de mers.

## Descriere
Cascada Șipote este un fenomen carstic complex care cuprinde:
- un bazin de colectare a apei, parte a Platoului Bedeleu plin de doline[1] și ponoare[2] periodice situat la 1100-1200 m altitudine,
- 3 izbucuri[3] situate 400 m mai jos sub peretele de stâncă, cu debit mediu prin care apare la lumină apa colectată pe platou, după ce străbate pachetul gros de calcare,
- un pârâu de 800 m lungime care coboară de la 700 m la 430 m altitudine pe o albie abruptă ce se varsă în Arieș,
- un mare număr de cascade de până la 15 m înălțime răsfirate pe stânci sau baraje de travertin,
- gururi[4] de travertin, bazine construite ca niște baraje din depunerile de calcar.

## Travertinul
Este o rocă formată de apa izvoarelor carstice saturată cu dicarbonat, care ieșită la zi, se încălzește și depune calcarul care nu mai poate fi ținut în soluție ca dicarbonat. Această cauză duce la depunerea de tufuri calcarose la gura izvoarelor.

## Alte obiective turistice
La câteva sute de metri se află Peștera și Portalul Poarta Zmeilor, iar la 4 km pe o potecă marcată se ajunge la Peștera Huda lui Papară.